# Amyema melaleucae
Amyema melaleucae là một loài thực vật có hoa trong họ Loranthaceae. Loài này được (Lehm. ex Miq.) Tiegh. mô tả khoa học đầu tiên năm 1895.
Đây là loài bản địa Úc và được tìm thấy ở Tây Úc và Nam Úc trên bờ biển, từ phía bắc Perth gần biên giới Victoria.

## Mô tả
Sự miêu tả
Nó là một bụi cây thẳng đứng với một giác mút duy nhất. Những chiếc lá hẹp và hình mác (dài 20 đến 45 mm và từ 2 đến 4 (đôi khi) rộng 7 mm) không có cuống lá và tròn ở đỉnh. Không giống như nhiều Amyemas khác, tràng hoa trong chồi mịn. Cụm hoa bao gồm một loạt các bộ ba (hoa theo nhóm ba) trên thân cây (cuống). Hoa trung tâm không có thân cây (cuống), trong khi đó hoa bên là trên các cuống hình góc. Tràng hoa dạng chùy. Những bông hoa có màu hồng và đỏ và có thể được nhìn thấy từ tháng 1 đến tháng 4 hoặc tháng 8 đến tháng 11. Quả là gần như hình cầu.

## Sinh thái học
Đây là loài cây bụi ven biển, (thường) trên các Melaleuca.,  Barlow (1984) và Paczkowska (1995)  cả hai trạng thái chỉ được tìm thấy trên Melaleucas. Tuy nhiên, một khảo sát rộng rãi về các hồ sơ herbaria của Downey (1998) cho thấy nó đã được tìm thấy trên các loài Casuarina, các loài Myoporum, các loài Exocarpos và các loài Pittosporum, cũng như Melaleuca cardiophylla, M. halmaturorum, M. lanceolata, M. parviflora, M. pauperiflora, Melaleuca pubescens (=M. lanceolata), M. quadrifaria và M. thyoides.

## Phân loại
Nó được Miquel mô tả lần đầu tiên vào năm 1845 như Loranthus melaleucae,, người đã mô tả nó từ một mẫu vật phát hiện trên một tràm trên đảo Rottnest. Năm 1895 nó được đặt trong chi Amyema bởi Tieghem.